# غوين ديفيس
غوين ديفيس (بالإنجليزية: Gwen Davis)‏ (11 مايو 1936)؛ كاتِبة، مؤلِّفة أغانٍ، صحفية، شاعرة وروائية أمريكية.

## روابط خارجية
- غوين ديفيس على موقع IMDb (الإنجليزية)
- غوين ديفيس على موقع قاعدة بيانات برودواي على الإنترنت (الإنجليزية)
- غوين ديفيس على موقع قاعدة بيانات الفيلم (الإنجليزية)